# 兼原良太郎
兼原 良太郎（かねはら りょうたろう、1980年〈昭和55年〉7月21日 - ）は、日本の俳優。
大阪府大阪市出身。Dマスタープロダクション所属。

## 人物・来歴
- 身長176cm、体重：63kg[1]。
- 家族：妻と子ども2人[注 1]。
- 少年期より今日に至るまで、明石家さんま、三浦知良[4]、前田亘輝（TUBE）、反町隆史、孫悟空（ドラゴンボール）から強く影響を受けている[5]。
- 子どもの頃、「夏だね」を聴いてTUBEのファンになり、小遣いを貯めてファンクラブ「チューブライダース」に入った。夏だけが好きであり、3月から11月までを夏と決めている[5]。
- 高校2年の夏、反町隆史主演ドラマ『ビーチボーイズ』に影響を受け俳優活動を開始。東京での活動は親から反対されるが、高校卒業後18歳で住み込みの新聞配達を見つけて上京。配達をしながら履歴書を書き、オーディションを受けレッスンをする生活が続いた[5]。
- ドラマ『WATER BOYS』兼光役でデビュー[5]。
- 足繁く、江ノ島と江島神社（弁財天）を訪れている[5]。
- 座右の銘は、「何事も必ず 為せば成る」[5]

## 出演

### テレビドラマ
- 火曜21時枠（フジテレビ系）
  - WATER BOYS（2003年7月1日 - 9月9日） - 兼光 役[6]
  - 救命病棟24時 第5シリーズ 第9話（2013年9月3日） - 篠田拡 役
- ダムド・ファイル シーズンIII「file No.0029 池 犬山市」（2004年2月27日、メ〜テレ） - 久能を切りつける男子学生 役
- 土曜ドラマ 氷壁 第3話（2006年2月4日、NHK総合） - リポーター 役
- ドラマW 結婚詐欺師（2007年11月18日、WOWOW） - 捜査員 役
- 木曜ドラマ（読売テレビ・日本テレビ系）
  - 慰謝料弁護士〜あなたの涙、お金に変えましょう〜 第5話（2014年2月6日） - 大塚徹 役
  - 婚活刑事 第7話（2015年8月13日） - 垣内陽一 役
  - 青春探偵ハルヤ〜大人の悪を許さない!〜 第8話（2015年12月3日） - ディレクター 役
- 金曜プレステージ 西村京太郎スペシャル 警部補・佐々木丈太郎7（2014年6月20日、フジテレビ系） - 川島刑事 役
- ドクターX〜外科医・大門未知子〜（テレビ朝日系）
  - 第3シリーズ 第2話（2014年10月16日）[7] - 麻酔科医 役
  - 第4シリーズ 第9話（2016年12月8日）[8] - 助手 役
  - 第7シリーズ 第4話・第8話（2021年11月4日・12月2日） - 技師 役[9]
- ドラマ24（テレビ東京系）
  - 玉川区役所 OF THE DEAD 第8話「ゾンビオークション」（2014年11月22日） - ゾンビを買う男 役
  - あのコの夢を見たんです。 第2話「そして伝説へ…」（2020年10月10日） - アナウンサー 役
- このミステリーがすごい!〜ベストセラー作家からの挑戦状〜 黒いパンテル（2014年12月29日、TBSテレビ系） - 30年前の須藤 役[10]
- ブサイクの神様（2015年2月14日、BSフジ） - ブサイク警備員 役
- 土曜プレミアム 容疑者は8人の人気芸人（2015年4月18日、フジテレビ系） - 刑事 役
- 土曜ワイド劇場 監察官・羽生宗一3（2015年7月4日、テレビ朝日系） - 松崎 役
- 木曜ドラマ エイジハラスメント 第2話（2015年7月16日、テレビ朝日系） - 社員 役
- ほんとにあった怖い話 夏の特別編2015 つきあたりの家族（2015年8月29日、フジテレビ系）[11] - 家族・父 役
- 螻蛄（疫病神シリーズ） 第4話（2016年3月11日、BSスカパー!）[12] - マネージャー 役
- 相棒 season14 第20話（2016年3月16日、テレビ朝日系） - SP 役
- 日曜ドラマ そして、誰もいなくなった 第1話（2016年7月17日、日本テレビ系） - 警備員 役
- 特集ドラマ スリル!赤の章〜警視庁庶務係ヒトミの事件簿 第1話（2017年2月22日、NHK総合） - 三浦信吾 役
- 月9（フジテレビ系）
  - 民衆の敵〜世の中、おかしくないですか!?〜 第5話・第9話（2017年11月20日・12月18日） - 記者 役
  - 女神の教室〜リーガル青春白書〜 第3話（2023年1月23日、フジテレビ系） - 弁護人 役[13]
- ドラマイズム 咲-Saki-阿知賀編 episode of side-A 第4話（2017年12月、毎日放送・TBSテレビ系） - 記者 役[14]
- PRINCE OF LEGEND（2018年10月4日 - 12月6日、日本テレビ） - 朱雀奏の運転手 役
- 日曜劇場 下町ロケット 2018年版（2018年10月 - 12月）[15]
- 真夜中ドラマ 歌舞伎町弁護人 凜花 第2話（2019年4月20日、BSテレビ東京） - 野村 役
- 金曜ナイトドラマ 時効警察はじめました 第1話（2019年10月11日、テレビ朝日系） - 記者 役
- ドラマホリック! 死役所 第2話（2019年10月23日、テレビ東京系） - 医師 役
- 金曜ドラマ（TBSテレビ系）
  - 病室で念仏を唱えないでください 第5話（2020年2月14日） - 石川哲二 役
  - MIU404 第1話（2020年6月26日） - 警官 役
  - 最愛 第7話（2021年11月26日） - 医者 役
- 連続ドラマW セイレーンの懺悔 第3話（2020年11月1日、WOWOW） - 教師 役
- オシドラサタデー 鹿楓堂よついろ日和 第4話（2022年2月5日、テレビ朝日系） - 受付 役
- BS時代劇 赤ひげ4 第8話（2022年12月23日 、NHK BSプレミアム NHK BS4K） - 善助の友人 役

### 配信ドラマ
- 火花 第3話（2016年3月12日、Netflix）[16] - 日向企画の俳優 役
- 銭形警部 真紅の捜査ファイル STORY1（2017年2月10日、Hulu） - レントゲン技師 役
- 全裸監督 第1話（2019年8月全話配信、Netflix）
- 今際の国のアリス 第5話（2020年12月、Netflix）
- フクロウと呼ばれた男（2024年4月24日 - 5月8日、Disney+）- 木村正嗣 役
- 新米社会人 飯沼琴子のいいことランウェイ 第7話（2024年9月18日、earth music＆ecology公式YouTube） - 商談先担当者 役
- インフォーマ -闇を生きる獣たち- 第1話・第2話（2024年11月7日 - 、ABEMA） - 刑事 役
- 死ぬほど愛して[17] 第7話・第8話（2025年5月8日・5月15日、ABEMA SPECIAL） - 捜索隊長 役

### 映画
- 朝まだき（監督：半澤律子） - 北畠顕家 役
- 四畳半のテロリスト（監督：田中智章） - 山田健一 役
- ロスト・バイ・デッド（2003年8月30日公開、監督：辻岡正人、辻岡プロダクション / ゼアリズエンタープライズ）[18] - ジャンキー 役
- 恋文日和 雪に咲く花（2004年12月4日公開、監督：須賀大観） - 広木成人 役
- オンディーヌの呪い（監督：甲斐さやか） - レストランのボーイ 役
- 64 -ロクヨン-後編（2016年6月11日公開、監督：瀬々敬久）- 邀撃班（刑事部捜査一課）役
- 天牌外伝（監督：小沼雄一） - 武上の連れA 役
- 40万分の1（2019年2月8日公開、監督：井上博貴） - 宮内義明 役
- PRINCE OF LEGEND（2019年3月21日） - 朱雀奏の運転手 役
  - 貴族降臨 -PRINCE OF LEGEND-（2020年3月13日）
- カイジ ファイナルゲーム（2020年1月10日公開、監督：佐藤東弥、東宝） - 黒服 役
- 架空OL日記（2020年2月28日公開、監督：住田崇） - ジムの常連客 役
- 死臭 パフューム・オブ・デス（2021年製作[注 2]、監督：岡崎喜之、DEEP RED）[19]
- なのに、千輝くんが甘すぎる。（2023年3月3日公開、監督：新城毅彦、松竹） - 千輝幸之助 役[20]
- アナログ（2023年10月6日公開、監督：タカハタ秀太、東宝 / アスミック・エース）[21] - 大阪の作業員 役

### CM
- マクドナルド チキンマックナゲット「出会い」篇 - 林家ペーの若い頃 役
- 興和株式會社 パワードコーヒーシリーズ「一簣之功」篇・「士気高揚」篇 - メインの男性 役
- 株式会社ホワイトプラス LENET「潔癖刑事」シリーズ「24時」篇・「殉職」篇 - 私服刑事 役[22]
- 山佐 ニューパルサーDX - 魔女に質問する記者 役
- アシェット・コレクションズ・ジャパン ディズニー・トレインをつくる - お父さん 役
- YAMAHA その気持ちはヤマハのレッスンで！「ギター」篇 - 上司 役
- FTC株式会社 リサイクルマート「大切なもの」篇 - お父さん 役
- タカラトミーアーツ ビールアワースタジアム - メインの男性 役
- クロサワ楽器店「アコギ」篇・「サックス」篇 - お父さん 役
- 東宝ハウス「住まい」のもっと先。」篇 - 営業マン 役
- ペットゴー フロントラインプラス「ことわざ猫」篇 - 猫の手も借りたい男 役
- 鴨川シーワールド 2018春「笑顔満開」篇 - お父さん 役
- ラグーナテンボス
  - 「ララララグーナ 第一弾」篇 - 夫 役
  - 「ララララグーナ 第二弾」篇 - 父 役
- 三井住友カード 三井住友オーナーズ「天使の秘書」篇 - 社長 役[23][24]
- ニチバン ケアリーヴ「SMILEケアリーヴ治す力」篇 - お父さん 役
- 日清×サントリー チキンラーメン×金麦「チ金麦鍋 誕生秘話」篇 - 代理店社員 役
- オカムラ Tomorrow Work 202X - ケイスケ 役
- スーパースポーツゼビオ HEAT-X（ヒートクロス）「父」篇・「母」篇・「子ども」篇 - 父 役
- 富士通 AoW(Automation of work) ブランデッドムービー「Time is Life～夢のスケッチ～」- 父 役[25]
- Amazon.co.jp 在宅物語「ありがとうが嬉しくて」篇 - 山口 役
- フロンティア 魔法のベルト「大人のオトコは傷つかない！！」篇 - メインの男性 役
- QON ”絆”のテクノロジー「なんなんだ？」篇・「わかったぞ！」篇 - 社員 役
- FRESH UP「その土地買います、借ります」篇 - メインの男性 役
- 東京都 街の安全みまもり「広報」篇・「啓発」篇 - サラリーマン 役
- つなぐクリニックTokyo スマホ診「オンライン診療」篇 - メインの男性 役
- Wiz Wiz商材 - かねはら 役
  - 「かねはら コンバージョンあがるくんを知る」篇
  - 「かねはら WiFiプラットを知る」篇
  - 「かねはら インスタタウンを知る」篇
  - 「ありがたい！googleMEO」篇
  - 「かねはら インバウンドにたまげた！」篇
- タカラトミーアーツ おしゃべりダンシングオラフ「オラフとたくさんおしゃべりしよう！」篇 - お父さん 役
- 仙建工業「僕のお父さん」篇 - お父さん 役
- 武田コンシューマーヘルスケア アリナミンゼロ7×アリナミンメディカルバランス「疲労回復大臣 疲れ残しゼロ」篇 - 議員 役
- I＆IGROUP 
  - 福島トヨペット お天気フィラー「Streches for Drivers」 - 店員 役
  - 福島トヨペット×ネッツノヴェルふくしま I&Iにいってみた トヨタ全車種取り扱いスタート！ -　店員 役 
    - 「はじまる」篇
    - 「福島トヨペット」篇[26]
- 東海旅客鉄道 JR東海 2020年 N700S「Don't　Stop　Japan」篇 - サラリーマン 役
- リスティングプラス「紹介動画」篇 - 経営者 役
- レイアウト 「what’s ‘rayout’レイアウト？」篇（rayout自社プロダクト動画） - 社員A 役
- アスクル「コールセンター」篇 - 営業マン 役
- 着物の買取専門店 ザ・ゴールド「梅沢富美男さん お客さまに聞きました・夫婦」篇 - 夫 役
- Kindergarten DERETE 悪意のあるGマップの口コミ削除「Mr.DERETEにお任せ」篇 - 歯科医 役
- 山形銀行「挑戦が、やまがたを強くする。」篇 - 行員 役
- 富山県 富山米富富富「まいにち富富富 夕食」篇 - 父親 役
- プラスアルファ・コンサルティング 顧客体験フィードバック「見える化エンジン」篇 - 社長 役
- ポッカサッポロフード&ビバレッジ じっくりコトコト「いい日々は、じっくりコトコトできていく」篇 - 先輩社長 役
- 中部薬品×P&Gジャパン Vドラッグ×ジレット「ジレット おすすめ中!!」篇 - メインの男性 役
- シスコシステムズ「中小企業の経営者に Yes/No クエスチョン」篇 - 若手経営者 役
- 東洋水産 マルちゃんQTTA「料亭」篇・「調理場」篇 - 板前 役
- JA静岡経済連静岡県いちご協議会 帰ってきた! いちご畑のセレブ姉妹 2022「紅ほっぺみちょぱ」篇・「きらぴ香みちょぱ」篇 - 男性 役
- 日本バス協会「もしも、バスがなかったら。」篇 - 夫 役
- 持田ヘルスケア コラージュフルフルプレミアム - 富田健治 役
  - 「夕方からのニオイ」篇
  - 「頭皮ケアで自信満々」篇
  - 「夫の頭皮のニオイ」篇
- KDDI「KDDI Message Cast」篇 - メインの男性 役
- 崎陽軒 中華まん「家族みんなの肉まん・あんまん」篇 - お父さん 役
- エスプール エスプールプラス「トマトの目線」篇 - トマトにかぶりつく男性社員 役
- 清水建設 デジトリ360（PR Movie） - メインの男性 役
- パーソルキャリア デューダ コンセプトムービー - 坂田部長 役
- ダイドードリンコ　DyDoDrink Pay
  - 「オフィス」篇 - メイン男性 役
  - 「ホテル」篇 - ホテル客 役
- パナソニック モバカン「鈴原家のすこし未来のくらし with MOBAKAN」篇 - お父さん 役
- 厚生労働省「就職氷河期世代 活躍支援」「ひとりじゃない。ひとつじゃない。」篇 - サポステ職員 役
- 国土交通省「建築物再生可能エネルギー利用促進区域制度 説明義務制度」「実演ドラマ」- 佐藤隆 役
- ノーブルホーム ノーブルビレッジ水戸「コンセプト」篇・「集」篇・「食」篇 - お父さん 役

### ラジオCM
- FRESH UP「待ちわびて」篇・「その手があったか」篇 - メインの男性 役
- 福島トヨペット×ネッツノヴェルふくしま I＆Iにいってみた「はじまる」篇 - 店員 役
- 崎陽軒 中華まん「家族みんなの肉まん・あんまん」篇 - お父さん 役

### ビデオ・DVD
- ほんとにあった!!リアル都市伝説 呪縛 光る眼（監督：森島大輔） - 酒巻和也 役
- 廃墟鬼ごっこ（監督：森島大輔） - 武藤聖 役
- 実際にあった!! 呪われたDVD!! 穢インタビュー （監督：岡崎喜之・佐藤宇） - 田代誠司 役
- 悪霊館（監督：岡崎喜之） - 主演・右門信也 役
- 餌狼～そして誰もいなくなった（監督：岡崎喜之） - 鏡飛彩 役
- 死臭～パフューム オブ デス（監督：岡崎喜之） - 天津垓 役

### モデル
- 京都ホテル ブライダルモデル - 新郎 役
- 野村不動産 住宅イメージモデル - お父さん 役
- SUUMO 三井の戸建て ファインコート三鷹台 - お父さん 役
- イオンモール石巻 父の日 広告モデル - お父さん 役
- Wan's Resort城ヶ崎海岸 広告スチール - 旦那 役
- オカムラ Tomorrow Work 202X 広告スチール - ケイスケ 役
- 朝日学生新聞社 広告モデル - お父さん 役
- 快活CLUB 広告モデル - 起業家 役
- 株式会社オオクシ カットオンリークラブ - 起業家 役
- TOTO 川越ショールーム「広告スチール」 - 夫 役
- シスコシステムズ 広告スチール - 若手経営者 役
- ノーブルホーム ノーブルビレッジ水戸 広告スチール - お父さん 役
- 東急電鉄 広告スチール - 駅長 役

### 舞台
- 通る夜・2022（劇団芝居屋、作・演出：増田再起、2022年2月2日 - 6日、 劇場MOMO）[27] - シュンジ 役

### MV
- MYNAME「THE GREATEST STORY NEVER TOLD」（2015年） - 父 役
- 森田朝美「手を振るだけでいいから」（2015年） - 恋人 役
- 桑田佳祐「悪戯されて」（2016年） - 秘書篠崎 役
- ドラマストア「夏の幻」（2021年） - お父さん 役

## 監修

### テレビドラマ
- 螻蛄（疫病神シリーズ）（2016年、BSスカパー!）- 大阪弁監修[12]